# Sidi Youssef Ben Ahmed
Sidi Youssef Ben Ahmed (en àrab سيدي يوسف بن أحمد, Sīdī Yūsuf ibn Aḥmad; en amazic ⵙⵉⴷⵉ ⵢⵓⵙⴼ ⴱⵏ ⵃⵎⴷ) és una municipi rural de la província de Sufruy, a la regió de Fes-Meknès, al Marroc. Segons el cens de 2014 tenia una població total de 12.362 persones.